# Partido Laborista Demócrata Cristiano
El Partido Laborista Demócrata Cristiano fue un partido político en Granada. Participó en las elecciones generales de 1984, pero solo recibió 104 votos y no obtuvo ningún escaño. No participó en elecciones posteriores.